# Мехтиев, Ага Джафар оглы
Ага Мехтиев Джафар оглы (азерб. Ağa Cəfər oğlu Mehdiyev; 2 марта 1920, Лагич - 12 мая 2003, Баку) — азербайджанский пейзажист, портретист, Народный художник Азербайджана (2002).

## Биография
Ага Джафар оглу Мехтиев родился 21 марта 1920 года в посёлке Лагич Исмаиллинского района. После окончания Художественного училища имени Азима Азимзаде в 1938 году, он активно участвовал в выставках как в Азербайджане, так и в СССР.
В 1994 году стал членом Союза художников СССР.
Ага Мехтиев скончался 15 мая 2003 года.

## Творчество
Он использовал широко жанры пейзажа и портрета, а также работал над темами военной и патриотической тематики. Первой большой работой художника считается "Пейзаж" (1946). В других его ранних работах, таких как "Семья Савадли", "На старых нефтяных месторождениях", "В редакции газеты «Гудок»", "Отряд Катыра Маммеда", "Маленький пастушок", описывается жизнь народа и его связь с современной историей.
Поездка в Турцию в начале 60-х годов особенным образом повлияла на творчество Аги Мехтиева. Впечатления от этой поездки отразились в его персональной выставке "Поездка в Турцию" (1962) и выставке "Глазами азербайджанских художников о других странах" (1964). Множество произведений из этой серии были включены в музейные коллекции. "Стамбул в дыму" (1960), "Босфор после дождя" (1960), "К вечеру. Стамбул" (1961) и другие работы отражают впечатления художника от поездки.
В жанровых сценах А. Мехтиева были изображены будни простых людей, их труд и отдых. Ряд картин художника посвящены материнству.
Художник работал и над историко-революционной тематикой. В героико-романтическом ключе были созданы картины «Апрельская заря» и «Пробуждение», посвященные установлению советской власти в селах Азербайджана. Художник создал картину "37-й год" в 1987 году. Это первая картина с темой репрессий среди азербайджанских художников, привнесенная Агой Мехтиевым.
Индивидуальные выставки произведений художника проводились в Баку в 1961, 1970, 1981 и 1988 годах. Картины А.Мехтиева экспонировались в ГДР, ФРГ, Венгрии, Румынии, Болгарии, Японии, Италии, Швеции, Австрии, Канаде, Франции, Польше, Испании, Турции, США, а так же в Египте, Алжире, Ливане, Сирии, Ираке и других странах.

## Награды и звания
- Почетное звание «Заслуженный художник Азербайджанской ССР» - 1 мая 1988 года
- Почетное звание «Народный художник Азербайджана»  - 30 мая 2002[8]
- Персональная пенсия Президента Азербайджанской Республики - 11 июня 2002[9]